# Liste der Monuments historiques in Chamery
Die Liste der Monuments historiques in Chamery führt die Monuments historiques in der französischen Gemeinde Chamery auf.

## Liste der Immobilien
| Bezeichnung                 | Beschreibung           | Standort              | Kennzeichnung | Schutzstatus | Datum | Bild           |
| --------------------------- | ---------------------- | --------------------- | ------------- | ------------ | ----- | -------------- |
| Kirche St-Pierre-et-St-Paul | ab dem 12. Jahrhundert | Rue de l’École (Lage) | PA00078654    | Classé       | 1919  | weitere Bilder |

## Liste der Objekte
| Bezeichnung                | Beschreibung                                                                                | Standort                                  | Kennzeichnung | Schutzstatus | Datum | Bild |
| -------------------------- | ------------------------------------------------------------------------------------------- | ----------------------------------------- | ------------- | ------------ | ----- | ---- |
| Barbara-Altar              | rechter Seitenaltar; Altartisch, stein, 15. Jahrhundert                                     | in der Kirche St-Pierre-et-St-Paul (Lage) | PM51000258    | Classé       | 1974  |      |
| Kruzifix                   | Holz, farbig gefasst, 18. Jahrhundert                                                       | in der Kirche St-Pierre-et-St-Paul (Lage) | PM51001873    | Inscrit      | 1974  |      |
| Linker Seitenaltar (1)     | Altartisch und Tabernakel; Stein, 15. Jahrhundert                                           | in der Kirche St-Pierre-et-St-Paul (Lage) | PM51000257    | Classé       | 1974  |      |
| Gemälde Heiliger Nikolaus  | Ölfarbe auf Leinwand, 18. Jahrhundert                                                       | in der Kirche St-Pierre-et-St-Paul (Lage) | PM51001872    | Inscrit      | 2002  |      |
| Zwölf-Apostel-Retabel      | ein Feld mit vier Aposteln fehlt; Stein, 16. Jahrhundert                                    | in der Kirche St-Pierre-et-St-Paul (Lage) | PM51000256    | Classé       | 1907  |      |
| Zwei Konsoltische          | Holz, farbig gefasst, Marmor, 1769                                                          | in der Kirche St-Pierre-et-St-Paul (Lage) | PM51001868    | Inscrit      | 1974  |      |
| Gemälde Heilige Familie    | Ölfarbe auf Leinwand, Holzrahmen, 1843 von Jean-Hubert Rêve-Perseval; nach Raffael          | in der Kirche St-Pierre-et-St-Paul (Lage) | PM51001870    | Inscrit      | 1989  |      |
| Gemälde Mariä Verkündigung | Ölfarbe auf Leinwand, Holzrahmen, Ende des 18. Jahrhunderts; Nicolas Perseval zugeschrieben | in der Kirche St-Pierre-et-St-Paul (Lage) | PM51001871    | Inscrit      | 1989  |      |
| Linker Seitenaltar (2)     | Altartisch; Stein, 15. Jahrhundert                                                          | in der Kirche St-Pierre-et-St-Paul (Lage) | PM51000259    | Classé       | 1974  |      |
| Hauptaltar                 | Altartisch, Baldachin und Wandvertäfelung; Marmor, Holz, 1768                               | in der Kirche St-Pierre-et-St-Paul (Lage) | PM51001869    | Inscrit      | 1989  |      |